# TTV Rijnsoever
TTV Rijnsoever is een tafeltennisvereniging uit Katwijk, in de Nederlandse provincie Zuid-Holland. De vereniging is opgericht in 1980 en is aangesloten bij de NTTB.

## Accommodatie
TTV Rijnsoever beschikt sinds januari 2015 over een eigen accommodatie op sportpark De Krom in Katwijk.

## Competitie en spelersgroepen
Het hoogste niveau dat het eerste herenteam gehaald heeft is de eerste divisie. Het damesteam heeft het tot de eredivisie gebracht. Het meisjesteam van TTV Rijnsoever werd in 1990 landskampioen. Het eerste jongensteam kwam tot de tweede plaats in de strijd om het landskampioenschap.

## Aangepast tafeltennis
De vereniging kent naast de competitiespelers (jeugd en senioren) nog andere typen leden: recreanten, mindervaliden en 55-plussers welke overdag spelen. Bijzonder is het aangepaste tafeltennis waarbij de vaak meervoudig gehandicapte spelers doen aan schuiftafeltennis. Bij deze variant wordt de bal niet over het net geslagen, maar over de tafeltennistafel geschoven, wel gebruikmakend van een tafeltennisbatje. Op de tafel zijn aan de zijkanten houten verhogingen aangebracht, waardoor de bal niet aan de zijkant van de tafel kan vallen. Het doel is om de bal, een tafeltennisbal van extra groot formaat, aan de kant van de tegenstander van de tafel te slaan.